# Wanda Nowicka
Wanda Hanna Nowicka (née le 21 novembre 1956) est une militante et femme politique polonaise, députée à l’Assemblée Nationale pendant les 7e et 9e législatures (2019-2023). Elle est vice-présidente de la Diète (Sejm) de la république de Pologne du 8 novembre 2011 au 11 novembre 2015.

## Biographie
Née à Lublin, elle fréquente l'université de Varsovie et obtient le diplôme de philologie classique. Elle travaille comme professeure de latin et d'anglais de 1985 à 1993. En 1990, Nowicka cofonde l'association Neutrum, en faveur de l’État idéologiquement neutre, une organisation axée sur la séparation de l'Église et de l'État dans la vie publique polonaise,. Elle est également l'une des fondatrices de la Fédération des femmes et de la planification familiale en 1991, une organisation non gouvernementale qui est l'alliance de Neutrum et de quatre autres organisations. Elle dirige la Fédération en tant que présidente pendant 20 ans, de 1991 à 2011, date à laquelle elle démissionne après avoir été élue au Sejm.

## Protection des droits des femmes – Activités internationales
Nowicka cofonde le Comité Polonais de la NGOs – Bejing 1995 qui organise la participation active des militantes polonaises dans la conférence de l’ONU appelée World Conference on Women in Beijing (FWCW). Elles présentent la situation des femmes en Pologne dans le rapport de la NGO. Pendant cette conférence de l’ONU Nowicka expose le Statement of Non-Region au nom des femmes des Pays de l'Europe centrale et orientale. En 1999 Nowicka cofonde et est la première coordinatrice de l’ASTRA (Réseau des femmes des pays de l’Europe centrale et orientale pour les droits de la santé sexuelle et reproductive – SRHR). De 1995 à 2002 elle travaille en tant qu’experte au sein de l’OMS et de son organe consultatif appelé Gender Advisory Panel. Wanda Nowicka est également membre du Congrès des Femmes Polonaises et membre de conseil de l’association Congrès des Femmes, organisme opérationnel du mouvement.
En 2003 Nowicka invite Women on Waves (Femmes sur les Vagues) en Pologne. Leur navire, le Langenort, arrive à Wladyslawowo sur la côte polonaise pour y rester pendant deux semaines. Ils organisent, avec des militantes polonaises, des actions visant à sensibiliser le public sur le sujet de la loi anti-avortement répressive en Pologne et de fournir des avortements précoces dans les eaux extraterritoriales. Ces actions étant violemment attaquées par des groups de l’extrême droite comme Jeunesse de Toute-Pologne et la Ligue des Familles Polonaises qui ont sérieusement intimidé des femmes afin de les empêcher d’embarquer.

## Activité dans la politique polonaise
Dans le monde de la politique, Nowicka s’est souvent alliée à divers partis, sinon elle est restée indépendante à part une brève alliance au mouvement « Solidarité » en 1980 et 1981. Après 1989 elle est engagée dans la politique - elle coopère avec des partis de gauche tout en restant indépendante. Elle participe aux élections parlementaires à plusieurs reprises, mais sans succès. En 1991, elle se présente aux élections pour le Sejm sur la liste de la Solidarité de Travail, en 1997 elle se présente aux élections pour le Sénat de la part de l’Union de Travail avec 190,000 de votes. En 1998-2002, elle est élue à la première Assemblée Régionale de Mazovie avec l’Alliance de la gauche démocratique (Sojusz Lewicy Demokratycznej, SLD) sur la recommandation du Parti Socialiste Polonais (PPS). Pendant les élections du 2011, elle s’allie au Mouvement de Palikot et elle remporte un siège parlementaire en recueillant 7065 de votes. En 2011, elle est élue vice-présidente de la Diète (Sejm) de Pologne pour la 7e législature. En 2013 elle quitte le Mouvement de Palikot et reste indépendante jusqu’à la fin du mandat. Elle se présente aux élections européennes du 2014 avec la coalition Europa Plus dans la circonscription de Varsovie et obtient 7479 votes (deuxième résultat). Néanmoins, Europa Plus ne remporte aucun siège aux élections. Le 21 février 2015 elle déclare se présenter aux élections présidentielles avec le Parti de Travail Polonais. Sa candidature est également soutenue par quatre autres partis de gauche : la Gauche Polonaise, la Social-Démocratie de Pologne, le Parti Socialiste Polonais et l’Union de Gauche. Elle recueille 91 000 des 100 000 signatures requises pour être enregistrée,.
En 2015, Nowicka se présente pour le Sejm avec la coalition de l’Union de Gauche dans la circonscription de Mazovie. Elle obtient 20 503 votes, mais l‘Union de Gauche n’atteint pas le seuil de 8% requis pour une coalition des partis.
En 2019, elle ne remporte pas de siège aux élections européennes auxquelles elle se présente dans la circonscription de Cujavie-Poméranie avec le parti Printemps (Wiosna) nouvellement formé par Robert Biedron. Elle obtient 21 993 votes.
Aux élections législatives de 2019, elle est présente à la première place de la liste de l’Alliance de Gauche en Silésie (29e circonscription) et recueille 25 767 votes, ce qui lui donne une troisième place dans la circonscription et un siège de député à la 9e législature. Au Sejm, elle est élue présidente du Comité des minorités nationales et ethniques.

## Vie privée
Elles est la fille de Kazimierz Nowicki, ancien prisonnier des camps de concentration du Troisième Reich, notamment Auschwitz et Buchenwald, et d’Irena Witkowska. Son beau-père Kazimierz Albin, est un ancien prisonnier d’Auschwitz. Elle épouse Swiatoslaw Florian Nowicki avec qui elle a trois fils : Florian, Michal et Tymoteusz. Florian, diplômé d'un doctorat en philosophie, est un homme politique du Parti de Travail polonais. Michał, historien, est un activiste de gauche bien connu pendant ses études. Tymoteusz, kick-boxer, remporte la coupe du monde de kick-boxing à deux reprises.
Elle dit connaitre le latin, le grec, l’anglais, le russe et le français, ainsi qu'être en mesure de communiquer en allemand et en italien.

## Décorations et mérites
Wanda Nowicka est faite en 1992 citoyenne honoraire de Spartanburg, Caroline du Sud, États-Unis. En 1994, elle est lauréate de l'édition polonaise du concours Woman of Europe. En 2000, elle remporte le prix Rainbow Laurel. En 2005, elle gagne le prix de £100 000 de la Fondation Sigrid Rausing pour le réseau ASTRA en récompense à son leadership (la somme a servi pour réaliser le film Breaking Silence). En 2008, elle remporte le prix University-In-Exile de la New School for Social Research de New York, en reconnaissance de sa contribution à la lutte pour les droits des femmes en Pologne et à l'étranger. Pour son soutien actif à la coopération internationale et sa présidence du groupe parlementaire polono-grec, le gouvernement de la République hellénique décerne à Wanda Nowicka l'Ordre d'honneur de deuxième classe au rang de Grand Commandeur.

## Liste des publications
- (en) W. Nowicka, « Two Steps Back: Poland’s New Abortion Law », Journal of Women’s History, Johns Hopkins University Press, vol. 5, no 3,‎ 1994, p. 151–55
- (en) S. Coliver et W. Nowicka, « Poland », dans The Right to Know: Human Rights and Access to Reproductive Health Information, University of Pennsylvania Press, 1995, p. 268-284
- (en) W. Nowicka, « The effects of the anti-abortion law », EntreNous, Copenhage,‎ décembre 1996
- (en) W. Nowicka, « Roman Catholic fundamentalism against women’s reproductive rights in Poland », Reproductive Health Matters, vol. 4, no 8,‎ 1996, p. 21-29
- (en) W. Nowicka, « Beijing ’95 - A Chance That Could be Missed », dans Voices of Women, Moving Forward with Dignity and Wholeness, The Fetzer Institute, Kalamazoo, 1996
- (en) W. Nowicka, « More Restrictive in Life than on Paper », Conscience, Washington, vol. 17, no 2 (Summer),‎ 1996
- (en) W. Nowicka, « Ban on Abortion. Why? et Foundation of the Law in Ana’s Land », dans Tanya Renne (dir.), Sisterhood in Eastern Europe, Westview Press: Division of Harper Collins Publishers, 1997
- (en) W. Nowicka, Report to UN Committee on Economic, Social and Cultural Rights (Situation of Women, esp. Reproductive Health and Rights), Varsovie, Federation for Women and Family Planning, 1998
- (en) W. Nowicka, « Factors Affecting Women’s Health in Eastern and Central Europe with particular emphasis on Infectious Diseases, Mental, Environmental and Reproductive Health », dans Expert Meeting on Women and Health, Mainstreaming the Gender Perspective into Health Sector, Tunis, 1998
- (en) W. Nowicka, « Mainstreaming the Gender Perspective into the Health Sector », Entre Nous, WHO, Copenhage, nos 40-41,‎ hiver 1998
- (en) W. Nowicka, Shadow Report on Gender Discrimination for the UN Human Rights Committee, Varsovie, Federation for Women and Family Planning, 1999
- (en) W. Nowicka, « Advocating and Monitoring the Implementation of the ICPD Programme of Action in Poland », Development, vol. 42, no 1,‎ 1999, p. 84-85
- (en) W. Nowicka, « Advocating and monitoring the implementation of the ICPD Programme of Action in Poland: the benefits of NGO reporting to the UN Committee on Economic, Social and Cultural Rights », Medical Law Journal, vol. 18, nos 2-3,‎ 1999, p. 295-303
- (en) W. Nowicka (dir.), The Anti-abortion Law in Poland: Its Functioning, Social Effects and Behaviours Report, Varsovie, Federation for Women and Family Planning, 2000
- (en) W. Nowicka et E. Zielińska, « Medical Community’s Perspectives on Abortion », dans Report of the Federation 2000, 2000, p. 1–34
- (en) W. Nowicka, « Struggles for and against Legal Abortion in Poland », dans B. Klugman, D. Budlender (dirs.), Advocating for Abortion Access, Johannesburg, Women’s Health Project, 2001, p. 226–27
- (en) W. Nowicka et F. Girard, « Clear and Compelling Evidence: The Polish Tribunal on Abortion Rights », Reproductive Health Matters, vol. 10, no 19,‎ 2001, p. 22–30
- (en) W. Nowicka, Shadow Report to UN Committee on Economic, Social and Cultural Rights, Varsovie, Federation for Women and Family Planning, 2002
- (pl) W. Nowicka, Solidarność kobiet ponad granicami, Kronika wydarzeń Władysławowo 21 czerwca-4 lipca 2003 [« Solidarity over Borders. Report about Women on Waves in Poland »], Varsovie, Federation for Women and Family Planning, 2003
- (en) W. Nowicka, Shadow Report on Gender Discrimination in the area of Sexual and Reproductive Health and Rights, UN Human Rights Committee, 2004
- (en) W. Nowicka, « Poland - The Struggle for Abortion Rights in Poland », dans Richard Parker, Rosalind Petchesky et Robert Sember (dirs.), SexPolitics: Reports from the Front Lines, Sexuality Policy Watch, 2004, p. 167-196
- (pl) W. Nowicka, « Prawa Reprodukcyjne w Polsce », dans Czarna Księga Kobiet WAB [« Droits reproductifs en Pologne »], Varsovie, 2007
- (en) W Nowicka et M Pochec, Shadow Report on Women in Poland, UN Committee on Elimination of All Forms of Discrimination against Women, 2007
- (en) W. Nowicka (dir.), Reproductive Rights in Poland, Report, Varsovie, Federation for Women and Family Planning, 2008
- (en) « The Anti-Abortion Act in Poland - The Legal and Actual State », dans W. Nowicka (dir.), Reproductive Rights in Poland: The Effects of the Anti-Abortion Law in Poland, Varsovie, Federation for Women and Family Planning, 2008, p. 17–44
- (pl) K. Kądziela et Z. Dąbrowska, « Polskie zmagania o aborcję », dans Drogi Równości (red B. Maciejewska), Gdańsk, Fundacja Przestrzenie Dialogu, 2011
- (pl) W. Nowicka, « Sexual and Reproductive Rights and the Human Rights Agenda: Controversial and Contested », Reproductive Health Matters, vol. 19, no 38,‎ 2011, p. 119–28
- (pl) W. Nowicka, « Odzyskać ciało, odzyskać godność », dans Claudia Snochowska-Gonzalez (dir.), A jak hipokryzja, Varsovie, O Matko!, 2011
- (pl) W. Nowicka, « Naruszenie praw reprodukcyjnych jako forma tortur », Prawo i Medycyna, nos 4/2017,‎ 2018, p. 148-168
- Wanda Nowicka et Anna C. Zielinska, « Entre l’idéologie et l’économie : les politiques de natalité en Europe Centrale », Mouvements des idées et des luttes,‎ octobre 2019 (lire en ligne)
- W. Nowicka, « Les droits des femmes à l’épreuve du Sacré en Pologne », L’Idée Libre, Revue fondée en 1911, La Loi et le Sacré,‎ décembre 2019
- (en) W. Nowicka et J. Regulska, « Repressive Policies and Women's Reproductive Choices in Poland: The Case of State Violence Against Women », dans K. Zaleski, A. Enrile, E. L. Weiss, et X. Wang, Women’s Journey to Empowerment in the 21st Century, Oxford University Press, 2019